# Tomb Raider: Quest for Cinnabar
Tomb Raider: Quest for Cinnabar is het tweede spel uit de Tomb Raider trilogie voor mobiele telefoon, uit de serie computerspellen gepubliceerd door Eidos Interactive en ontwikkeld door Core Design. De avonturen van vrouwelijke archeoloog Lara Croft staan centraal. Dit deel werd in samenwerking met IN-FUSIO uitgegeven op 31 maart 2005.

## Type telefoons
De type telefoons waarvoor dit spel geschikt is, zijn: 
- Nokia 3200, 5100, 6100, 6220, 6610, 7210, 7250
- Nokia 3650, 7650, 6600
- Motorola v525, v600
- Motorola T720, T720i
- Sharp GX10, GX20
- Sagem My-V65

## Het verhaal
Lara is net terug uit Egypte, waar ze in The Osiris Codex de mysterieuze Osiris codex heeft gevonden, als ze een nieuwe opdracht krijgt van haar anonieme werkgever. Dit keer moet ze naar Tibet reizen op zoek naar een vaas waar de stof Cinnabar in zit. Cinnabar houdt verband met oude Chinese alchemie.